# 구명근
구명근(1965년 2월 21일 ~)은 롯데 자이언츠의 전 야구 선수이자, 현재 평창 반다비스의 감독이다.

## 출신 학교
- 부경고등학교
- 경남대학교

## 같이 보기
- 1989년 롯데 자이언츠 시즌